# Kenneth III.
Kenneth III. (škot. Coinneach mac Dhuibh) (?, prije 967. – Monzievaird, 25. ožujka 1005.), škotski kralj od 997. do 1005. godine; odvjetak dinastije Alpina. Nosio je nadimak An Donn, što znači Poglavica. Sin je škotskog kralja Duba († 967.) i nasljednik svoga rođaka, kralja Konstantina III. († 997.), kojeg je vjerojatno ubio.
Godine 1005., Malcolm, sin kralja Kennetha II., ubio je kralja Kennetha III. i njegova sina Girica u bitci kod Monzievairda. Grouch, buduća supruga kralja Macbetha bila je unuka kralja Kennetha III.

## Bilješka
1. ↑  Kralj Kenneth III. Škotski (997.-1005.)

## Vanjske poveznice
- Kenneth III. - Proleksis enciklopedija
- Kenneth III., kralj Škota - Britannica Online (engl.)
- Kralj Kenneth III. Škotski (997.-1005.) (engl.)
- Kralj Kenneth III. - undiscoveredscotland.co.uk (engl.)

| Prethodnik:                 | Kralj Škota (997. - 1005.) | Nasljednik:               |
| Konstantin III. (995.-997.) | Kralj Škota (997. - 1005.) | Malcolm II. (1005.-1034.) |